# Prins August Frederik, hertug af Sussex
Prins August Frederik, hertug af Sussex (født 27. januar 1773, død 21. april 1843) var den sjette søn af Georg 3. af Storbritannien og hans gemalinde, Charlotte-Sofie af Mecklenburg-Strelitz. August Frederik havde astma, og han var den eneste af Georg 3.s voksne sønner, som ikke gjorde karriere i hæren eller marinen. 

## Første ægteskab
August Frederik giftede sig i 1793 med lady Augusta Murray (1786-1830), der var datter af John Murray, 4. jarl af Dunmore, som havde været britisk guvernør i provinsen New York og i Kolonien Virginia. 
Ægteskabet var ikke godkendt af kongen. Det blev opløst af en domstol i august 1794, men parret levede sammen til 1801. 
Prins August og lady Augusta fik en søn og datter. Da forældrenes ægteskab ikke var lovligt, arvede børnene ingen titler. Sønnen fik multipel sklerose, da han var 28 år. Han døde ugift, da han var 54 år. Datteren blev gift med en baron, men hun fik ingen børn. 

## Andet ægteskab
Efter sin første kones død giftede August Frederik sig i 1831 med lady Cecilia Letitia Gore (død 1873) (også kendt som lady Cecilia Buggin eller lady Cecilia Underwood). 
Lady Cecilia var datter af Elizabeth Underwood og Arthur Gore, jarl af Arran. Da også dette ægteskab var ulovligt, kunne lady Cecilia ikke blive blive hertuginde af Sussex. I 1840 udnævnte dronning Victoria af Storbritannien hende i stedet til hertuginde af Inverness.
Ægteskabet mellem lady Cecilia og prins August Frederik var barnløst. 

## Dronning Victorias onkel
August Frederik var farbror til dronning Victoria. Han blev betragtet som hendes yndlingsonkel på fædrene side, mens Leopold 1. af Belgien var hendes yndlingsonkel på mødrende side. 
August Frederik førte dronning Victoria op ad kirkegulvet, da hun giftede sig med prins Albert af Sachsen-Coburg og Gotha.